# Charles James Briggs

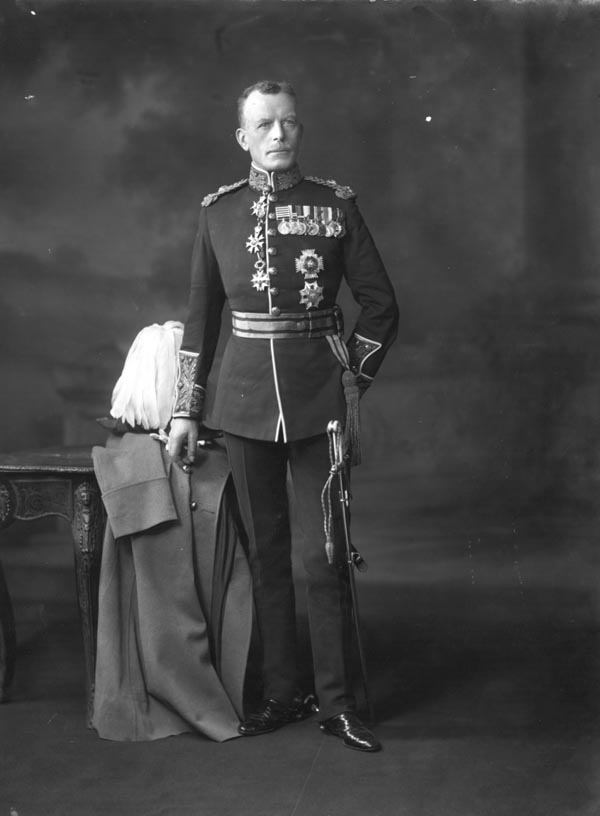
Charles James Briggs (1922)

Sir Charles James Briggs KCB, KCMG (* 22. Oktober 1865 in Hylton Castle, Sunderland; † 27. November 1941 in Wickhambrook, Suffolk) war ein britischer Offizier, zuletzt Generalleutnant.

## Leben
Zu Kriegsbeginn 1914 wurde er Kommandeur der 1. Kavallerie-Brigade der British Expeditionary Force in Nordfrankreich.  Am 1. September 1914 gelang es ihm der deutschen 4. Kavallerie-Division südlich von Compiègne bei Nery schwere Verluste zuzufügen. Im Mai 1915 übernahm Briggs das Kommando über die 3. Kavallerie-Division an der Westfront.
Im Oktober 1915 wurde er Kommandeur der 28. Division, die an der neuen Front bei Saloniki eingesetzt wurde.
Ab Mai 1916 wurde er schließlich Kommandierender General des XVI. Korps der Britischen Saloniki-Armee unter General George Milne.
Briggs diente von Februar 1919 bis Mai 1919 als Chef der Britischen Militärmission in Südrussland.